# Copa da Islândia de Futebol
A copa da  Islândia  de Futebol  ou Visa-Bikar Karla é a copa nacional de futebol masculino do país fundada em 1960. A final é jogada no estádio Laugardalsvöllur. O campeão da copa se Classifica para as fases qualificatórias da UEFA Europa League.

## Campeões
- 1960: KR
- 1961: KR
- 1962: KR
- 1963: KR
- 1964: KR
- 1965: Valur
- 1966: KR
- 1967: KR
- 1968: ÍBV
- 1969: ÍBA
- 1971: Víkingur
- 1972: ÍBV
- 1974: Valur
- 1975: Keflavik
- 1976: Valur
- 1977: Valur
- 1978: ÍA
- 1981: ÍBV
- 1982: ÍA
- 1983: ÍA
- 1984: ÍA
- 1986: ÍA
- 1988: Valur
- 1990: Valur
- 1991: Valur
- 1992: Valur
- 1993: ÍA
- 1994: KR
- 1995: KR
- 1996: ÍA
- 1997: Keflavik
- 1998: ÍBV
- 1999: KR
- 2000: ÍA
- 2001: Fylkir
- 2002: Fylkir
- 2003: ÍA
- 2004: Keflavik
- 2005: Valur
- 2006: Keflavik
- 2007: FH
- 2008: KR
- 2009: Breiðablik
- 2010: FH
- 2011: KR
- 2012: KR

## Performance por clubes
| Clube      | nº | Anos dos Títulos                                                             |
| ---------- | -- | ---------------------------------------------------------------------------- |
| KR         | 13 | 1960, 1961, 1962, 1963, 1964, 1966, 1967, 1994, 1995, 1999, 2008, 2011, 2012 |
| Valur      | 9  | 1965, 1974, 1976, 1977, 1988, 1990, 1991, 1992, 2005                         |
| ÍA         | 9  | 1978, 1982, 1983, 1984, 1986, 1993, 1996, 2000, 2003                         |
| Fram       | 8  | 1970, 1973, 1979, 1980, 1985, 1987, 1989, 2013                               |
| ÍBV        | 4  | 1968, 1972, 1981, 1998                                                       |
| Keflavik   | 4  | 1975, 1997, 2004, 2006                                                       |
| Fylkir     | 2  | 2001, 2002                                                                   |
| FH         | 2  | 2007, 2010                                                                   |
| ÍBA        | 1  | 1969                                                                         |
| Víkingur   | 1  | 1971                                                                         |
| Breiðablik | 1  | 2009                                                                         |